# Панойяш (Брага)
Панойяш (порт. Panoias; МФА: [pɐ.ˈnoj.ɐʃ]) — парафія в Португалії, у муніципалітеті Брага. Розташована в північно-західній частині країни, на теренах історичної португальської провінції Дору-Міню. Входить до складу округу Брага. За адміністративним поділом, чинним до 1976 року, терени парафії були складовою провінції Міню. Належить до Бразької архідіоцезії Католицької церкви. Патрон — Діва Марія. Площа — 1,3315 км². Населення — 1663 ос. (2011). Сильно урбанізований регіон. Густота населення — 1248,97 осіб/км²
. Код — 030332.

## Населення
| Кількість мешканців | Кількість мешканців | Кількість мешканців | Кількість мешканців | Кількість мешканців | Кількість мешканців | Кількість мешканців | Кількість мешканців | Кількість мешканців | Кількість мешканців | Кількість мешканців | Кількість мешканців | Кількість мешканців | Кількість мешканців | Кількість мешканців |
| ------------------- | ------------------- | ------------------- | ------------------- | ------------------- | ------------------- | ------------------- | ------------------- | ------------------- | ------------------- | ------------------- | ------------------- | ------------------- | ------------------- | ------------------- |
| 1864                | 1878                | 1890                | 1900                | 1911                | 1920                | 1930                | 1940                | 1950                | 1960                | 1970                | 1981                | 1991                | 2001                | 2011                |
| 527                 | 700                 | 719                 | 753                 | 755                 | 643                 | 810                 | 987                 | 1 103               | 1 215               | 1 188               | 1 274               | 1 257               | 1 630               | 1 663               |